# Why Me? Why Not.
Why Me? Why Not. – drugi album solowy angielskiego muzyka britpopowego Liama Gallaghera, który został wydany 20 września 2019 przez Warner Music. Na pierwszy singel promocyjny wybrano utwór "Shockwave".

## Lista utworów
Podstawowa płyta zawiera numery 1-11. Utwory 12-14 zawarte są na wersji "deluxe
1. Shockwave
2. One of Us
3. Once
4. Ve Found You
5. Halo
6. Why Me? Why Not
7. Be Still
8. Alright Now
9. Meadow
10. The River
11. Gone
12. Invisible Sun
13. Misunderstood
14. Glimmer